# 1882 (numero)
Milleottocentottantadue (1882) è il numero naturale dopo il 1881 e prima del 1883.

## Proprietà matematiche
- È un numero pari.
- È un numero composto da 4 divisori: 1, 2, 941, 1882. Poiché la somma dei suoi divisori (escluso il numero stesso) è 944 < 1882, è un numero difettivo.
- È un numero semiprimo.
- È un numero omirpimes in quanto anche qualora scritto al contrario, ovvero 2881 = 43 × 67 è semiprimo.
- È un numero felice.
- È esprimibile in un solo modo come somma di due quadrati: 2017 = 1521 + 361 = 392 + 192.
- È un numero odioso.
- È un numero intero privo di quadrati.
- È parte delle terne pitagoriche (1160, 1482, 1882), (1882, 885480, 885482).

## Astronomia
- 1882 Rauma è un asteroide della fascia principale del sistema solare.

## Astronautica
- Cosmos 1882 è un satellite artificiale russo.